# ベガ (競走馬)
ベガ（欧字名:Vega、1990年3月8日 - 2006年8月16日）は日本の競走馬、繁殖牝馬。
1993年の桜花賞（GI）、優駿牝馬（オークス、GI）の牝馬クラシック二冠を制し、JRA賞最優秀4歳牝馬に選出された。ターフの織姫と呼ばれた。その後は不振に陥り、翌1994年の宝塚記念で骨折を生じたことにより引退。以後は繁殖牝馬として、東京優駿（日本ダービー）に優勝したアドマイヤベガ（父サンデーサイレンス）、GI級競走7勝を挙げたアドマイヤドン（父ティンバーカントリー）などの活躍馬を輩出した。

## 生涯

### デビューまで
1990年、北海道早来町の社台ファーム早来に生まれる。父は1988年の凱旋門賞勝ち馬で、社台グループが購買し輸入した新種牡馬トニービン。母のアンティックヴァリューは20世紀最高の種牡馬と称されたノーザンダンサーの直仔で、その血統を求めていた社台の総帥・吉田善哉の肝煎りで輸入された馬だった。
アンティックヴァリューには脚部が不自然に内側に曲がっている「内向」という身体的特徴があり、本馬も成長と共に左前脚が曲がり始め、やがて誰の目にも判別できるほど酷い内向となった。このため牧場では「競走馬になれれば御の字」という見方もされ、現実にも少しのことで脚部に異常を生じ、育成調教も順調に進まなかった。しかし2歳（1991年）秋から試験的に坂路コースでの調教を始められると、比較的脚部への負担が少ないことが分かり、さらに調教が続けられる内に動きが変わり始め、競走馬デビューへの展望が開けていった。牧場は引き続き坂路で調教することを条件に、滋賀県栗東トレーニングセンターの松田博資へ競走馬としての管理を依頼し、これを了承された。
出生当初の予定では社台グループが経営する一口馬主クラブ・社台レースホースで出資を募ることになっていたが、脚部の内向のため立ち消えとなり、競走登録に際して吉田善哉の妻・和子の個人所有馬となった。本馬は顔面の白斑のなかに斑点があったことから、和子の孫がこれを星に見立て、「織姫星」にあたる「ベガ」と命名。「織姫星のように輝いてほしい」「七夕で人々が短冊に書いた願いを叶えるように、みんなの願いも叶えてほしい」という意味も込められていた。
1992年9月、松田博資厩舎に入る。入厩に際し、社台ファーム早来場長・吉田勝己からは「母親の所有馬だし、好きにやっていい」という言葉を添えられ、松田は能力を見極めながらのゆとりをもった調教に専念した。以後は脚部不安に配慮しながらの調教が続いたが、松田はベガの身体の柔らかさに欠点克服の希望を見出し、また調教助手の目黒正徳は騎乗時にその柔軟性と頭の良さを感じ取り、大きな期待を寄せていた。ゲート練習は何も教わらない状態のまま一回で終えてみせ、必修審査のゲート試験も一回で合格した。
1993年初頭、松田が状態の良い時を見計らって坂路コースで強めの調教をかけたところ、オープン馬と間違えられる程の動きと好タイムを計時し、同週にデビューすることが決まった。

### 戦績

#### 牝馬クラシック二冠
1月9日、京都競馬場の新馬戦でデビュー。鞍上は松田厩舎所属の若手騎手・橋本美純が務めた。レースは先行策から直線ゴール前で他馬に突き放され、2馬身半差の2着となったが、実質一回の調教での臨戦だったことから、陣営は却って期待を高めた。次走も橋本が騎乗する予定だったが、2戦目を前にした調教に遅刻したことで橋本は降板させられ、松田は「天才」の異名をとる武豊に騎乗を依頼し、これを了承された。2戦目は2番手追走から直線で抜け出し、2着に4馬身差をつけて初勝利を挙げた。武はその走りに強い印象を受け、松田に「この馬、オークス勝ちますよ」と話したという。
初勝利のあと、左前脚に異常を来たす。松田はベガについて2400メートルで行われるオークスに向いた馬で、1600メートルの桜花賞は距離が短すぎると見ていたことから、オークスを目標とすることも考えていたが、その後状態が良くなり、ベガは桜花賞トライアルのチューリップ賞に出走することになった。1勝馬ながら、競走当日は前年の3歳女王スエヒロジョウオーなどを抑え1番人気に支持された。レースでは最終コーナーで早々に先頭に立つと、直線では後続を突き放し、3馬身差で勝利を挙げた。レース後に武は「この距離でこの勝ち方ですから、本番でもかなり有力でしょうね」とコメントし、桜花賞への自信を覗かせた。
桜花賞に向けては日に日に調子が上がり、競走前の最終調教では坂路コースで51秒2という際立ったタイムを計時した。4月11日の桜花賞当日は、単勝オッズ2.0倍の1番人気に支持される。スタートが切られるとベガは逃げ馬を見ながら3番人気のヤマヒサローレルと並んで2番手を進むが、最後の直線に入ってすぐ先頭に立った。ゴール前ではユキノビジンとマックスジョリーの2頭が追い込んできたが、前者をクビ差退けて勝利。牝馬クラシック初戦を制した。島田明宏によると、武に対して「これまでのキャリアの中でのベストレースは?」と聞くたびに武はこの桜花賞を挙げるといい、武曰く、「レース前に思い描いた通りの競馬ができたという意味で、会心の1戦でした」という。
桜花賞のあと、陣営は「オークスに勝った場合、秋にはフランスのヴェルメイユ賞へ出走」という展望を明らかにした。また、一時はオークスではなく牡馬相手となる東京優駿（日本ダービー）出走も取り沙汰されたが、最終的にはオークス出走に収まった。ベガは順調に調教を積まれ、5月20日には栗東トレーニングセンターから東京競馬場へ移動したが、初めて長距離輸送を経験したことで一時的に発熱や食欲不振といった変調を来たし、スポーツ紙でも大きく報じられた。また、桜花賞の最後の1ハロン（約200メートル）が13秒4というスタミナ切れを思わせるものでもあり、5月23日のオークス当日は1番人気となったものの、オッズは3.4倍と桜花賞との比較では落ちる数字となった。しかしこの時点でベガの体調は回復していた。レースでは4番手を追走から最後の直線に入ると、残り200メートル付近で先頭のユキノビジンをかわし、同馬に1馬身3/4の差をつけて優勝した。春の牝馬二冠は史上9頭目、武はこれがオークス初制覇、松田は1988年のコスモドリームに次ぐ同2勝目となった。なお2着にユキノビジン、3着にマックスジョリーが入り、馬券対象圏は桜花賞と全く同じ結果となった。松田は「不安らしい不安はありませんでした」と語り、武は後に3.4倍というオッズを取り上げ「自信があるだけに『どうして？』という感じでした」と述べている。

#### 不振、引退
オークスの競走終了後、厩舎に戻る時点でベガは歩様に乱れを生じた。そのまま千葉県富里町の社台ファーム千葉へ放牧に出されたが、ここで右肩に筋肉痛の症状が出たことで、ヴェルメイユ賞出走の計画は撤回された。その後社台ファーム早来へ移動したが、牧場の装蹄師が蹄に蹄鉄を打つ際に、人間の深爪にあたる「釘傷（ちょうしょう）」を生じさせてしまい、牝馬三冠最終戦・エリザベス女王杯への出走が危ぶまれる事態となった。8月末には栗東に戻ったが、本格的な調教はできず、出走を希望していたトライアル競走のローズステークスは回避してエリザベス女王杯へ直行することが決まった。一時的に坂路ではなく平地で調教を行ってみるなど試行錯誤が続いたのち、10月半ば頃から動きが良くなり始め、エリザベス女王杯に出走可能な状態となった。
競走当日（11月14日）は、夏の間に勝利を積み重ね、ローズステークスを制した上がり馬スターバレリーナが1番人気に支持され、ベガは2番人気となった。レースでベガは好スタートを切ったものの、200メートルほどの地点で他馬と接触して体勢を崩す。武はベガを中団に控えさせ、道中は10番手を進んだ。最後の直線では伸びを見せたものの、先を行くホクトベガとノースフライトに突き放されて3着に終わり、メジロラモーヌ以来史上2頭目の牝馬三冠は成らなかった。このとき民放テレビ中継で実況を務めた馬場鉄志は「ベガはベガでもホクトベガ」という文句を残した。ベガはスタート後の接触が原因で右後脚を負傷しており、競馬場の診療所で球節付近を4針縫合した。松田はインタビューに対し「あのアクシデントを敗因にしたくはない。豊の乗り方も完璧やったし、久々が応えたんやな。3着か。惨敗してないんだもん、よく走ったよ」とベガを労った。
エリザベス女王杯の後からベガは姿勢が変化し、デビュー前のような疲れやすい体質に逆戻りしてしまった。松田はこれについて、脚の内向が影響しない身体のバランスが辛うじて保たれていたものが、崩れてしまったことが原因であると考えた。
年末にはグランプリ競走の有馬記念に出走したが、最後の直線で全く伸びず、9着と初めての大敗を喫する。翌1994年には天皇賞（春）を目標に調教が行われたが、少しの運動で筋肉痛などを起こし、運動と治療を交互に繰り返す状態が続いた。天皇賞への前哨戦として臨んだ産経大阪杯では1番人気に支持されるも、好位につけながら直線で伸びず9着と敗れ、天皇賞を回避することになった。6月12日に行われる春のグランプリ競走・宝塚記念に目標が改められると、同競走の出走馬を選定するファン投票で第2位に選出される。競走前の最終調教では松田が自ら騎乗して感触を確かめた。
競走当日は春の天皇賞を制したビワハヤヒデが単勝オッズ1.2倍と断然の人気を集め、ベガは離れた5番人気であった。このレースの出走メンバーでGI勝ち馬は本馬とビワハヤヒデのみで、ビワハヤヒデの調教師の浜田光正は「どれが相手だか分からないようなメンバー」と後に回顧している。スタート前、ベガははじめてゲート入りを拒む素振りを見せる。ゲートに収まってからは好スタートを見せ2番手でレースを進めたが、直線で伸びず14頭立ての13着と大敗。さらに競走後、左前第一指骨の骨折が判明した。その後、放牧が発表されたが、夏の札幌開催の開始に合わせて北海道に輸送され、そのままノーザンファーム（旧社台ファーム早来）に戻り引退、繁殖入りとなった。

### 繁殖牝馬時代
繁殖初年度および2年目にはサンデーサイレンスと交配され、初仔のアドマイヤベガは1999年に武豊騎乗で日本ダービーに優勝し、母子でのクラシック優勝馬となった。また、2番仔アドマイヤボスもセントライト記念（GII）に勝利した。ティンバーカントリーとの間に産んだアドマイヤドンは芝・ダートの両方で活躍、2002年から2004年のJBCクラシックで史上初の同一GI競走三連覇を遂げるなどし、当時日本最多タイ記録のGI7勝を挙げた。これらの馬主となった近藤利一は競走馬時代からベガに着目し、桜花賞のパドックで吉田勝己に1億円即金でトレードを打診するも断られ、代わりに産駒の購買を約束したという逸話がある。最初の2頭は近藤と親しい橋田満厩舎で管理されたが、近藤が「ベガを育てた松田調教師にもお願いしたい」と希望したことで、アドマイヤドンからは松田が管理した。
2006年8月16日、ベガはクモ膜下出血のため死亡した。前日夕からの夜間放牧の際に、何らかの事故により転倒したものと推測されている。遺体は父トニービン、息子アドマイヤベガと同じ社台スタリオンステーションの墓地に埋葬された。
死亡当時に現役競走馬だった5番仔キャプテンベガも含め、出走した産駒は全てオープン馬となり、唯一不出走だった牝駒ヒストリックスターも母として2014年の桜花賞を制したハープスターを輩出した。なお「ハープスター」は星としての「ベガ」の別称（こと座α星）にあたる。

## 競走成績
以下の内容は、netkeiba.comおよびJBISサーチに基づく。
| 年月日     | 競馬場 | 競走名           | 格  | 頭数 | 枠番 | 馬番 | 人気 オッズ | 人気 オッズ | 着順 | 距離（馬場）  | タイム （上り3F） | 騎手     | 勝ち馬/（2着馬）       |
| ---------- | ------ | ---------------- | --- | ---- | ---- | ---- | ----------- | ----------- | ---- | ------------- | ----------------- | -------- | ---------------------- |
| 1993.01.09 | 京都   | 4歳新馬          |     | 16   | 4    | 8    | 4人         | 6.6         | 2着  | 芝1800m（良） | 1:49.5 (36.3)     | 橋本美純 | プリンセスメール       |
| 0000.01.24 | 京都   | 4歳新馬          |     | 15   | 5    | 8    | 2人         | 3.4         | 1着  | 芝2000m（良） | 2:02.5 (35.2)     | 武豊     | （キョウワジュテーム） |
| 0000.03.13 | 阪神   | チューリップ賞   | OP  | 16   | 2    | 4    | 1人         | 2.6         | 1着  | 芝1600m（良） | 1:36.8 (37.3)     | 武豊     | （ベルシャルマンテ）   |
| 0000.04.11 | 阪神   | 桜花賞           | GI  | 18   | 4    | 8    | 1人         | 2.0         | 1着  | 芝1600m（良） | 1:37.2 (37.7)     | 武豊     | （ユキノビジン）       |
| 0000.05.23 | 東京   | 優駿牝馬         | GI  | 18   | 7    | 13   | 1人         | 3.4         | 1着  | 芝2400m（良） | 2:27.3 (35.2)     | 武豊     | （ユキノビジン）       |
| 0000.11.14 | 京都   | エリザベス女王杯 | GI  | 18   | 6    | 12   | 2人         | 3.7         | 3着  | 芝2400m（良） | 2:25.4 (36.0)     | 武豊     | ホクトベガ             |
| 0000.12.26 | 中山   | 有馬記念         | GI  | 14   | 3    | 3    | 6人         | 13.4        | 9着  | 芝2500m（良） | 2:32.3 (36.3)     | 武豊     | トウカイテイオー       |
| 1994.04.03 | 阪神   | 産経大阪杯       | GII | 14   | 8    | 14   | 1人         | 3.0         | 9着  | 芝2000m（良） | 2:02.2 (35.9)     | 武豊     | ネーハイシーザー       |
| 0000.06.12 | 阪神   | 宝塚記念         | GI  | 14   | 7    | 12   | 5人         | 22.3        | 13着 | 芝2200m（良） | 2:14.9 (38.7)     | 武豊     | ビワハヤヒデ           |

## 繁殖成績
|   | 生年 | 馬名               | 性 | 毛色   | 父                    | 厩舎           | 馬主     | 戦績・用途 |
| - | ---- | ------------------ | -- | ------ | --------------------- | -------------- | -------- | --- |
| 1 | 1996 | アドマイヤベガ     | 牡 | 鹿毛   | *サンデーサイレンス   | 栗東・橋田満   | 近藤利一 | 8戦4勝 東京優駿-GI、京都新聞杯-GII、ラジオたんぱ杯3歳S-GIII、弥生賞-GII 2着 種牡馬（2004年死亡） |
| 2 | 1997 | アドマイヤボス     | 牡 | 青鹿毛 | *サンデーサイレンス   | 栗東・橋田満   | 近藤利一 | 10戦2勝 セントライト記念-GII、大阪杯-GII 3着 種牡馬→乗馬 |
| 3 | 1999 | アドマイヤドン     | 牡 | 鹿毛   | *ティンバーカントリー | 栗東・松田博資 | 近藤利一 | 25戦10勝（うち地方7戦5勝、海外1戦0勝） フェブラリーS-GI、朝日杯フューチュリティS-GI、JBCクラシック-GI 3回、帝王賞-GI、マイルチャンピオンシップ南部杯-GI、エルムS-GIII、ジャパンCダート-GI 2着2回ほか 種牡馬 |
| 4 | 2000 | （生後直死）       | -  | -      | *サンデーサイレンス   | -              | -        | - |
| 5 | 2003 | キャプテンベガ     | 牡 | 黒鹿毛 | *サンデーサイレンス   | 栗東・松田博資 | 吉田和子 | 45戦5勝 東京新聞杯-GIII 2着、エプソムC-GIII 3着2回 乗馬 |
| 6 | 2005 | ヒストリックスター | 牝 | 鹿毛   | *ファルブラヴ         | -              | -        | 不出走 繁殖牝馬 その仔ハープスターは桜花賞-GI、札幌記念-GII、チューリップ賞-GIII、新潟2歳S-GIII |

※戦績は2014年8月24日現在

## 特徴・評価
オークス以降は不振から脱することはなかったが、松田博資は「私は決してベガが早熟馬だったとは思っていない」「4歳秋以降は状態が完全ではなかっただけに……。いい状態が持続できていたら、とやはり考える」と述べている。武豊も、4歳春の状態が持続していれば、有馬記念や宝塚記念でもっと良い成績が残せたのではないかとしている。
武はベガにはじめて跨った際、バネの強さに感銘を受けたといい、その走りを評して「バネのいい馬というのは時折いるのですが、ベガの場合は桁違いでしたね。よく『はずむように走る』という表現がありますが、ベガは乗っていてほんとうにその通りの走り方をする馬だったんです。飛ぶようなフォームで。あんな走り方をする馬にはなかなかお目にかからないですね」と述べている。また武はベガが競走・繁殖の双方で優れた実績を残したことや、息子アドマイヤベガでの自身の日本ダービー優勝に触れ、「理想の名牝なのではないでしょうか。ぼくにとっては最高の牝馬です。かわいいし、やっぱり好きですねえ。ベガは特別です」と賞賛している。武はアドマイヤベガがベガの仔であることを感じさせる部分として「馬群から抜け出すときの速さ」を挙げており、加えて歩き方と歩いているときに乗った感触もベガに似ていると述べている。松田は調教師としての立場から「脚が曲がっていても、あれだけの素晴らしい成績を残してくれた。"やる前から諦めてはいけない。やるだけやって、努力して、その結果がダメなものは、諦めなければ仕方がない"。それが、ベガから改めて学んだことである」と述べ、その死に際しては「ベガのおかげで今の自分があると言ってもいいほど偉大な馬でした」と悼んだ。
社台ファーム早来（当時）の中尾義信は、脚の内向に絡めて「10年前に生まれていたら競走馬としてデビューできなかったかもしれません。脚元に負担の掛かりにくい坂路で育成や調教ができたことが、やはり何より大きいですね。時代が彼女に合っていたということでしょう。優秀なエンジンを持っているならば、脚が曲がっているといった欠点はクリアできるという証明でもありますね」と述べている。対して松田は「坂路があったから競走馬になれたとは考えたくない。馬に能力があったからこそ、こちらの要求通りにハードルをひとつひとつ越えていけたのだ」としている。また、ベガには内向の他に、蹄の底が薄い「ベタ爪」という欠点があり、4歳夏の休養中に社台ファームの装蹄師が釘傷を生じさせる原因となった。栗東で装蹄を行っていた坂元利博は様々な試行錯誤を重ね、桜花賞のときにはゴムのついた蹄鉄を履かせて負担を軽減させていた。
性格的には非常に大人しく、我慢強かった。フランス遠征の話が持ち上がったのは環境変化に強いその気性によるところもあった。

## 血統

### 血統表
| ベガの血統                                                  | ベガの血統                                   | ベガの血統                       | （血統表の出典）                 | （血統表の出典）      |
| 父系                                                        | ゼダーン系                                   | ゼダーン系                       | ゼダーン系                       | [ § 2 ]               |
| 父 *トニービン Tony Bin 1983 鹿毛 アイルランド              | 父の父*カンパラ Kampala 1976 黒鹿毛 イギリス | Kalamoun                         | *ゼダーン                        | *ゼダーン             |
| 父 *トニービン Tony Bin 1983 鹿毛 アイルランド              | 父の父*カンパラ Kampala 1976 黒鹿毛 イギリス | Kalamoun                         | Khairunissa                      |                       |
| 父 *トニービン Tony Bin 1983 鹿毛 アイルランド              | 父の父*カンパラ Kampala 1976 黒鹿毛 イギリス | State Pension                    | *オンリーフォアライフ            | *オンリーフォアライフ |
| 父 *トニービン Tony Bin 1983 鹿毛 アイルランド              | 父の父*カンパラ Kampala 1976 黒鹿毛 イギリス | State Pension                    | Lorelei                          |                       |
| 父 *トニービン Tony Bin 1983 鹿毛 アイルランド              | 父の母Severn Bridge 1965 栗毛 イギリス       | Hornbeam                         | Hyperion                         | Hyperion              |
| 父 *トニービン Tony Bin 1983 鹿毛 アイルランド              | 父の母Severn Bridge 1965 栗毛 イギリス       | Hornbeam                         | Thicket                          |                       |
| 父 *トニービン Tony Bin 1983 鹿毛 アイルランド              | 父の母Severn Bridge 1965 栗毛 イギリス       | Priddy Fair                      | Preciptic                        | Preciptic             |
| 父 *トニービン Tony Bin 1983 鹿毛 アイルランド              | 父の母Severn Bridge 1965 栗毛 イギリス       | Priddy Fair                      | Campanette                       |                       |
| 母 *アンティックヴァリュー Antique Value 1979 鹿毛 アメリカ | 母の父Northern Dancer 1961 鹿毛 カナダ       | Nearctic                         | Nearco                           | Nearco                |
| 母 *アンティックヴァリュー Antique Value 1979 鹿毛 アメリカ | 母の父Northern Dancer 1961 鹿毛 カナダ       | Nearctic                         | Lady Angela                      |                       |
| 母 *アンティックヴァリュー Antique Value 1979 鹿毛 アメリカ | 母の父Northern Dancer 1961 鹿毛 カナダ       | Natalma                          | Native Dancer                    | Native Dancer         |
| 母 *アンティックヴァリュー Antique Value 1979 鹿毛 アメリカ | 母の父Northern Dancer 1961 鹿毛 カナダ       | Natalma                          | Almahmoud                        |                       |
| 母 *アンティックヴァリュー Antique Value 1979 鹿毛 アメリカ | 母の母Moonscape 1967 鹿毛 アメリカ           | Tom Fool                         | Menow                            | Menow                 |
| 母 *アンティックヴァリュー Antique Value 1979 鹿毛 アメリカ | 母の母Moonscape 1967 鹿毛 アメリカ           | Tom Fool                         | Gaga                             |                       |
| 母 *アンティックヴァリュー Antique Value 1979 鹿毛 アメリカ | 母の母Moonscape 1967 鹿毛 アメリカ           | Brazen                           | Bold Ruler                       | Bold Ruler            |
| 母 *アンティックヴァリュー Antique Value 1979 鹿毛 アメリカ | 母の母Moonscape 1967 鹿毛 アメリカ           | Brazen                           | Amoret                           |                       |
| 母系(F-No.)                                                 | アンティックヴァリュー系(FN:9-f)             | アンティックヴァリュー系(FN:9-f) | アンティックヴァリュー系(FN:9-f) | [ § 3 ]               |
| 5代内の近親交配                                             | Hyperion 4×5、Nasrullah 5×5                  | Hyperion 4×5、Nasrullah 5×5      | Hyperion 4×5、Nasrullah 5×5      | [ § 4 ]               |
| 出典                                                        | 1. 2. 3. 4.                                  | 1. 2. 3. 4.                      | 1. 2. 3. 4.                      | 1. 2. 3. 4.           |

### 兄弟、近親
- 半姉 - ニュースヴァリュー（父シアトルソング）
- 全弟 - マックロウ(京都記念）
- 半妹 - スターアルファ（父サンデーサイレンス）
- 全妹 - チェイスザウインド
- 全妹 - マインドスケイプ

四代母Amoretの曾孫にシャダイソフィア、来孫にアメリカGIヴォスバーグステークスの勝ち馬Trippiがいる。